# Anatole Collinet Makosso
Anatole Collinet Makosso (Pointe-Noire, 11 marzo 1965) è un politico della Repubblica del Congo, è primo ministro della Repubblica del Congo dal 12 maggio 2021.